# Mistrzostwa Świata w biegu na 50 km 2016
Mistrzostwa Świata w biegu na 50 km 2016 – zawody lekkoatletyczne, które odbyły się 11 listopada 2016 w Dosze, w Katarze.

## Medaliści
|                         | 1. miejsce                                                                    | Rezultat | 2. miejsce                                                                   | Rezultat | 3. miejsce                                                                  | Rezultat |
| Mężczyźni indywidualnie | Anthony Migliozzi                                                             | 2:54:02  | Tyler Andrews                                                                | 2:56:04  | Collen Makaza                                                               | 2:56:58  |
| Mężczyźni drużynowo     | Stany Zjednoczone 1. Anthony Migliozzi · 2. Tyler Andrews · 3. Bryan Morseman | 8:56:37  | Wielka Brytania 1. Andrew Davies · 2. Michael Kallenberg · 3. Ross Houston   | 8:59:29  | Niemcy 1. Benedikt Hoffmann · 2. Marco Bscheidl · 3. Niels Bubel            | 9:45:58  |
| Kobiety indywidualnie   | Risper Kimaiyo                                                                | 3:22:45  | Nele Alder-Baerens                                                           | 3:25:53  | Amy Clements                                                                | 3:26:17  |
| Kobiety drużynowo       | Wielka Brytania 1. Amy Clements · 2. Rebecca Hilland · 3. Samantha Amend      | 10:36:01 | Stany Zjednoczone 1. Heather Tanner · 2. Caitlin Smith · 3. Adrian Chouinard | 10:40:00 | Chorwacja 1. Matea Matošević · 2. Barbara Belušić · 3. Marija Vrajić Trošić | 11:26:36 |